# Pro Patria et Libertate Sezione Calcio 1956-1957
Questa pagina raccoglie le informazioni riguardanti la Pro Patria et Libertate Sezione Calcio nelle competizioni ufficiali della stagione 1956-1957.

## Stagione
Nella stagione 1956-1957 la Pro Patria disputò l'ottavo campionato di Serie B della sua storia. Con 25 punti in classifica ha ottenuto il diciassettesimo e penultimo posto, retrocedendo in Serie C con il Legnano. Sono salite in Serie A il Verona con 44 punti e l'Alessandria con 43 punti, i grigi hanno battuto (2-1) nello spareggio il Brescia che aveva anch'esso ottenuto la seconda piazza a 43 punti.
In questa stagione la Pro Patria è allenata da Carlo Reguzzoni, ma anche il "mitico" Carletto non può nulla quando si ottengono solo 7 vittorie su 34 partite, un torneo quello cadetto di questa stagione con una compagine bustocca ben al di sotto di rango, storia calcistica ed aspettative della vigilia. Lotta costantemente sul fondo classifica, ed al termine del torneo subisce una mesta retrocessione in Serie C con i cugini legnanesi. Le poche note positive di una stagione avara di soddisfazioni arrivano da una decina di prestazioni eccellenti di un giovanissimo del vivaio biancoblù Vittorino Calloni, e dalle 15 reti realizzate da Franco Danova in campionato.

## Divise
| 1ª maglia |

## Organigramma societario
Area direttiva
- Comitato di reggenza: Aspesi, Garavaglia, Labadini e Montani.

Area tecnica
- Allenatore: Carlo Reguzzoni

## Rosa
| N. |                   | Ruolo | Calciatore           |
| -- | ----------------- | ----- | -------------------- |
|    | Italia (bandiera) | P     | Eldino Danelutti     |
|    | Italia (bandiera) | P     | Mario Longoni        |
|    | Italia (bandiera) | D     | Giancarlo Amadeo     |
|    | Italia (bandiera) | D     | Mario Colombo        |
|    | Italia (bandiera) | D     | Giuseppe Taglioretti |
|    | Italia (bandiera) | C     | Sergio Frascoli      |
|    | Italia (bandiera) | C     | Emilio Lavezzari     |
|    | Italia (bandiera) | C     | Giovanni Visintin    |
|    | Italia (bandiera) | C     | Guido Zagano         |
|    | Italia (bandiera) | C     | Vittorino Calloni    |

| N. |                    | Ruolo | Calciatore               |
| -- | ------------------ | ----- | ------------------------ |
|    | Italia (bandiera)  | A     | Oliviero Belcastro       |
|    | Italia (bandiera)  | A     | Enrico Benelli           |
|    | Uruguay (bandiera) | A     | Washington Cacciavillani |
|    | Italia (bandiera)  | A     | Eugenio Consolaro        |
|    | Italia (bandiera)  | A     | Franco Danova            |
|    | Italia (bandiera)  | A     | Francesco La Rosa        |
|    | Italia (bandiera)  | A     | Clemente Moroni          |
|    | Italia (bandiera)  | A     | Alessandro Pin           |
|    | Italia (bandiera)  | A     | Franco Sala              |
|    | Italia (bandiera)  | A     | Silvio Smersy            |

## Risultati

### Serie B

#### Girone d'andata
| Arbitro: | Menchini (Udine) |

|                       |           |                        |
| Ciani 72’ Baldini 81’ | Marcatori | 48’ Danova 67’ La Rosa |

| Arbitro: | Annoscia (Bari) |

|  |           |                    |
|  | Marcatori | 22’ (rig.) Colombo |

| Arbitro: | Angelini (Firenze) |

|  |           |                                          |
|  | Marcatori | 35’ Calegari 70’ Bozzato 89’ (rig.) Mion |

| Arbitro: | Boati (Milano) |

|                        |           |                           |
| Benelli 35’ Danova 80’ | Marcatori | 3’ Varglien 24’ Fraschini |

| Arbitro: | Genel (Trieste) |

|                         |           |            |
| Snidero 26’ Tinazzi 41’ | Marcatori | 49’ Danova |

| Arbitro: | Coppa (Mariano Comense) |

|                              |           |             |
| Cacciavillani 6’ Benelli 21’ | Marcatori | 61’ Caprile |

| Arbitro: | Caputo (Napoli) |

|             |           |  |
| Ghiandi 49’ | Marcatori |  |

| Arbitro: | Gambarotta (Genova) |

|             |           |                               |
| La Rosa 80’ | Marcatori | 48’ Bressa 86’, 89’ Marchetto |

| Arbitro: | Mori (Cremona) |

|  |           |            |
|  | Marcatori | 65’ Danova |

| Arbitro: | De Marchi (Pordenone) |

|                                                       |           |             |
| Belcastro 21’ Smersy 52’ La Rosa 62’ Celio 85’ (aut.) | Marcatori | 28’ Buratti |

| Arbitro: | Maghernino (San Severo) |

|                                 |           |                        |
| Pombia 75’ (aut.) Belcastro 86’ | Marcatori | 9’ Albini 23’ Piccioni |

| Taranto 23 dicembre 1956 12ª giornata | Taranto        | 0 – 0 | Pro Patria | Stadio Valentino Mazzola\| Arbitro: \| Alterio (Roma) \| |
| Arbitro:                              | Alterio (Roma) |       |            |                                                          |

| Arbitro: | Bartolomei (Roma) |

|                 |           |            |
| Bretti 53’, 74’ | Marcatori | 19’ Danova |

| Busto Arsizio 6 gennaio 1957 14ª giornata | Pro Patria      | 0 – 0 | Parma | Stadio Comunale\| Arbitro: \| Rigato (Mestre) \| |
| Arbitro:                                  | Rigato (Mestre) |       |       |                                                  |

| Arbitro: | Guarnaschelli (Pavia) |

|                          |           |                                  |
| Bortoletto II 57’ (aut.) | Marcatori | 49’ (rig.) Regalia 78’ Cavazzuti |

| Arbitro: | Caputo (Napoli) |

|                              |           |  |
| Buzzin 5’ Colombo 11’ (aut.) | Marcatori |  |

| Messina 27 gennaio 1957 17ª giornata | Messina                      | 0 – 0 | Pro Patria | Stadio Giovanni Celeste\| Arbitro: \| De Robbio (Torre Annunziata) \| |
| Arbitro:                             | De Robbio (Torre Annunziata) |       |            |                                                                       |

#### Girone di ritorno
| Arbitro: | Alterio (Roma) |

|            |           |                                     |
| Danova 26’ | Marcatori | 36’, 66’ (rig.) Baldini 74’ Marsili |

| Arbitro: | Lo Bello (Siracusa) |

|          |           |               |
| Sala 38’ | Marcatori | 26’ Bolognesi |

| Arbitro: | Smorto (Reggio Calabria) |

|                       |           |  |
| Calegari 37’ Mion 55’ | Marcatori |  |

| Arbitro: | Grignani (Milano) |

|                        |           |                              |
| Nova 16’ Gasparini 47’ | Marcatori | 21’ Smersy 60’ (rig.) Danova |

| Arbitro: | Annoscia (Bari) |

|  |           |                |
|  | Marcatori | 34’ Albertelli |

| Arbitro: | Liverani (Torino) |

|          |           |  |
| Lupi 53’ | Marcatori |  |

| Arbitro: | Canepa (Genova) |

|            |           |                          |
| Danova 74’ | Marcatori | 34’ Ghiandi 43’ Bassetti |

| Arbitro: | Maghernino (San Severo) |

|                               |           |            |
| Mosca 28’ Occhetta 85’ (rig.) | Marcatori | 73’ Danova |

| Arbitro: | Marangio (Roma) |

|                        |           |            |
| Danova 22’, 82’ (rig.) | Marcatori | 23’ Milani |

| Arbitro: | Corallo (Lecce) |

|                         |           |  |
| Buratti 48’ Moretti 74’ | Marcatori |  |

| Novara 14 aprile 1957 28ª giornata | Novara         | 0 – 0 | Pro Patria | Stadio Comunale\| Arbitro: \| Mori (Cremona) \| |
| Arbitro:                           | Mori (Cremona) |       |            |                                                 |

| Arbitro: | Rigato (Mestre) |

|            |           |  |
| Smersy 17’ | Marcatori |  |

| Arbitro: | Ubezio (Novara) |

|            |           |  |
| La Rosa 1’ | Marcatori |  |

| Arbitro: | Baldassarre (Udine) |

|                        |           |                 |
| Pravisano 22’ Erba 83’ | Marcatori | 20’, 63’ Danova |

| Arbitro: | Grillo (Afragola) |

|                            |           |            |
| Ghersetich 80’ Regalia 81’ | Marcatori | 36’ Danova |

| Arbitro: | Angelini (Firenze) |

|                             |           |                                       |
| Origgi 5’ (aut.) Danova 39’ | Marcatori | 3’, 55’ (rig.) Uzzecchini 40’ Bicicli |

| Arbitro: | Genel (Trieste) |

|                                 |           |                  |
| Cacciavillani 31’ Belcastro 87’ | Marcatori | 44’, 68’ Bernini |

## Statistiche

### Statistiche di squadra
| Competizione | Punti | In casa | In casa | In casa | In casa | In casa | In casa | In trasferta | In trasferta | In trasferta | In trasferta | In trasferta | In trasferta | Totale | Totale | Totale | Totale | Totale | Totale | DR  |
| Competizione | Punti | G       | V       | N       | P       | Gf      | Gs      | G            | V            | N            | P            | Gf           | Gs           | G      | V      | N      | P      | Gf     | Gs     | DR  |
| ------------ | ----- | ------- | ------- | ------- | ------- | ------- | ------- | ------------ | ------------ | ------------ | ------------ | ------------ | ------------ | ------ | ------ | ------ | ------ | ------ | ------ | --- |
| Serie B      | 25    | 17      | 5       | 5       | 7       | 23      | 27      | 17           | 2            | 6            | 9            | 12           | 22           | 34     | 7      | 11     | 16     | 35     | 49     | -14 |

### Statistiche dei giocatori[2]
| Giocatore        | Serie B  | Serie B |
| Giocatore        | Presenze | Reti    |
| ---------------- | -------- | ------- |
| G. Amadeo        | 20       | 0       |
| O. Belcastro     | 32       | 3       |
| E. Benelli       | 18       | 2       |
| V. Calloni       | 10       | 0       |
| W. Cacciavillani | 25       | 2       |
| M. Colombo       | 22       | 1       |
| E. Consolaro     | 1        | 0       |
| E. Danelutti     | 21       | -?      |
| F. Danova        | 34       | 15      |
| S. Frascoli      | 33       | 0       |
| F. La Rosa       | 27       | 4       |
| E. Lavezzari     | 3        | 0       |
| M. Longoni       | 13       | -?      |
| Moroni           | 5        | 0       |
| A. Pin           | 22       | 0       |
| F. Sala          | 13       | 1       |
| S. Smersy        | 18       | 3       |
| G. Taglioretti   | 30       | 0       |
| G. Visintin      | 1        | 0       |
| G. Zagano        | 26       | 0       |